# 元树
元树（？—？），字秀和，一字君立，河南郡洛阳县（今河南省洛阳市东）人，魏献文帝拓跋弘之孙，骠骑大将军、太保、领太尉、咸阳王元禧之子，北魏宗室。

## 生平
元树在父亲元禧死后被断绝宗室属籍，元树和兄弟们穷困，时常缺少衣服和食物，叔叔彭城王元勰收养了他们，也只有元勰一年之中再三接济供给他们。
元树有美好的容貌，善于谈吐，具备将帅的谋略，在北魏担任宗正卿。天监年间，元树投奔南梁，梁武帝萧衍格外器重元树。天监七年正月戊子（508年2月20日），元树出任恒、朔二州都督，封魏郡王，后改封邺王，食邑二千户，拜散骑常侍。普通五年六月庚子（524年8月6日），员外散骑常侍元树出任平北将军、北青兖二州刺史，率领部众北伐北魏。当年十月戊寅（524年11月12日），裴邃和元树进攻北魏建陵城并攻克。普通六年（525年），元树接应元法僧回到南梁，升任使持节、督郢司霍三州诸军事、云麾将军、郢州刺史，增加封邑总共三千户。普通七年七月，梁武帝听说修筑淮堰后淮水大涨，寿阳城几乎要被淹没，就再度派遣郢州刺史元树等人从北道攻黎浆，豫州刺史夏侯亶等人从南道攻寿阳。元树等人从下蔡经过驻扎在寿阳城东北，夏侯亶经过黎浆驻扎在寿阳城南。北魏扬州刺史李宪认为不先击败元树等人，就无法攻克夏侯亶，于是派遣儿子李长钧率军另外修筑两座城市防守，陈庆之进攻，北魏军队战败，李长钧被活捉。普通七年十一月辛巳（527年1月4日），夏侯亶、胡龙牙、元树、曹世宗等人率领各路军队汇合，李宪气力耗尽，献城投降。扬州投降时，士兵很多，南梁将军湛僧珍担心士兵们改变主意，想要将他们全部杀死，元树因为自己国家的关系，允许士兵都返回。同年，梁武帝派遣元树讨伐南蛮的贼寇，将他们平定，设置新州，元树加散骑常侍、安西将军，又增加封邑五百户。大通二年四月庚子（528年5月17日），尔朱荣发动河阴之变，元树听说后，请求梁武帝讨伐尔朱荣，梁武帝于是资助给元树兵马。当时北魏郢州刺史元愿达献出郢州归顺南梁，梁武帝派遣郢州刺史元树前往迎接元愿达。中大通二年（530年），南梁朝廷征召元树担任侍中、镇右将军。中大通四年二月壬寅（532年2月28日），元树出任使持节、镇北将军、都督北讨诸军事，加鼓吹一部，随南梁册立的东魏君主元法僧进攻北魏，十一月，元树攻占了谯城。四月，魏孝武帝元修诏令前任御史中尉樊子鹄出任东南道大行台，率领徐州刺史杜德、舍人李昭前往讨伐元树。元树在梁国屯驻军队，想要和魏军交战，看到樊子鹄的军队声威雄壮，就连夜退回谯城。樊子鹄带兵追赶，元树又在谯城背城列阵。樊子鹄带兵直插城下，放出骑兵冲锋，元树的军队大败，跑进城门，城门狭窄堵塞，梁军士兵很多人自相杀害。魏军斩首一千多人，俘获战马数百匹，收缴大批铠甲武器，因此围城。元树带兵出来交战，又被迅速击败，于是不敢出来，自守而已。樊子鹄担心南梁派人救援，就分兵进攻苞州、然州、宕州、大涧、蒙县等五城，梁军望风而逃。元树既没有援军，又没有计谋可以施行，只能固守谯城，北魏军队攻不下来，樊子鹄派遣金紫光禄大夫张安期劝说元树，元树请求放弃城池回到南方，樊子鹄答应了，双方杀白马立盟约。元树仗着誓约，不做战备。七月，梁军一半人马出城时，杜德袭击元树，活捉了元树和谯州刺史朱文开。九月，元树被送到洛阳，安置在景明寺中。元树虚岁十五时投奔南方，还没有富贵，每次见到嵩山的云向南飘来，总是伸着脖子感慨万端。元树当初从南梁出发时，见到心爱的美人玉儿，玉儿将金指环送给元树作为离别信物，元树常戴着它。被俘之后元树将金指环寄回南梁，表达一定回去的决心。北魏朝廷知道后，很快赐令元树自杀，元树当年虚岁四十八。没多久，杜德忽然得了狂病，说：“元树不停打我。”杜德直到死都这样惊叫不停。舍人李昭不久奉命出使秦州，到潼关驿站，晚上梦见元树说：“我已经向天帝上诉，等到阁下到关陇，终究不会放过你。”李昭醒来后心中厌恶，等到了陇口，为贺拔岳所杀。樊子鹄很快被为大野拔所杀。魏孝静帝元善见时期，元树的儿子元贞从建业请求跟随东魏的使者崔长谦前往邺城安葬元树，梁武帝答应了。魏孝静帝诏令赠予元树侍中、都督青徐兖扬豫五州诸军事、太师、司徒公、尚书令、扬州刺史。

## 其他
魏孝武帝初年，元树被俘虏，他的弟弟元坦见到元树年龄较大且贤能，担心元树取代自己的爵位，秘密劝说朝廷依法杀了元树。元树知道后，流泪对着元坦说：“我以往因为遭遇家难，不能为之而死，寄食于江湖之上，接受了他们的封爵和任命。现在回来，不是为了节义，只求存活而已，哪里指望荣华富贵。你怎能乱加猜测，忘记了兄弟的情义！你腰背魁伟，却没有一点令人称誉的美德！”元坦变了脸色离开。元树死时，元坦竟然不去哭丧。

## 家庭

### 兄弟姐妹
- 元通
- 元翼，南梁信武将军、青冀二州刺史、咸阳王
- 元显和
- 元昌，南梁直阁将军、荆湘二州刺史
- 元晔，南梁散骑常侍、桑乾王
- 元坦，北齐特进、开府仪同三司、新丰县公
- 元昶，东魏车骑大将军、仪同三司、太原王
- 元仲英，乐安公主，嫁东魏散骑常侍、柔然大中正闾伯昇
- 上庸公主，嫁东魏骠骑大将军、中书监、东郡文宣公陆子彰

### 儿子
- 元贞，南梁始兴郡内史、咸阳王

## 延伸阅读
[在维基数据编辑]
 《梁書·卷39》，出自姚思廉《梁書》